# Ронко Скривия
Ро̀нко Скрѝвия (на италиански: Ronco Scrivia; на лигурски: Ronco, Ронко) е малко градче и община в Северна Италия, провинция Генуа, регион Лигурия. Разположено е на 334 m надморска височина. Населението на общината е 4573 души (към 2011 г.).